# Bona Sforza
Bona Sforza (2 de fevereiro de 1494 - 19 de novembro de 1557) foi Rainha do Polônia e Grã-Duquesa da Lituânia como a segunda esposa de Sigismundo, o Velho, e duquesa de Bari e Rossano por direito próprio. Ela era um membro sobrevivente da poderosa Casa de Sforza, que governava o Ducado de Milão desde 1450.
Inteligente, enérgica e ambiciosa, Bona envolveu-se fortemente na vida política e cultural da união polaco-lituana. Para aumentar a receita do estado durante a Guerra das Galinhas (1537), ela implementou várias reformas econômicas e agrícolas, incluindo a Reforma Wallach de longo alcance no Grão-Ducado da Lituânia. Na política externa, ela se aliou ao Império Otomano e às vezes se opôs aos Habsburgos. Seus descendentes tornaram-se beneficiários das Somas Napolitanas, um empréstimo a Filipe II de Espanha que nunca foi totalmente pago.

## Infância
Bona nasceu em 2 de fevereiro de 1494, em Vigevano, Milão, como a terceira dos quatro filhos de Gian Galeazzo Sforza, o herdeiro legal do Ducado de Milão, e Isabel de Nápoles, filha do rei Afonso II de Nápoles da Casa de Trastámara. Seu tio-avô paterno Ludovico Sforza, conhecido na história como "Il Moro", usurpou o poder de seu pai e enviou a pequena família para morar no Castello Visconteo em Pavia, onde seu pai faleceu no mesmo ano em que ela nasceu. Espalharam-se boatos de que ele foi envenenado por Ludovico.
A família de Bona mudou-se para o Castello Sforzesco em Milão, onde viveram sob o olhar atento de Ludovico, que temia que os moradores de Milão se rebelassem e instalassem no trono seu irmão popular Francesco Sforza. Para minimizar o risco, Ludovico separou o menino da família e entregou Bari e Rossano à mãe dela. Os planos foram interrompidos pela Guerra Italiana de 1499-1504. O rei Luís XII da França depôs Ludovico e levou Francesco para Paris. Sem mais nada em Milão, sua família restante partiu para Nápoles em fevereiro de 1500. No entanto, a guerra atingiu o Reino de Nápoles e seu tio-avô materno, o rei Frederico de Nápoles, foi deposto. Juntamente com outros parentes, Bona foi temporariamente escondida no Castelo Aragonês, em Ischia.
Em abril de 1502, Bona era a única sobrevivente de seus irmãos. Ela e sua mãe se estabeleceram no Castelo Normanno-Svevo, em Bari de forma mais permanente, onde Bona iniciou uma excelente educação. Seus professores incluíam os humanistas italianos Crisostomo Colonna e Antonio de Ferraris, que lhe ensinaram matemática, ciências naturais, geografia, história, direito, latim, literatura clássica, teologia e como tocar diversos instrumentos musicais.

## Propostas de casamento

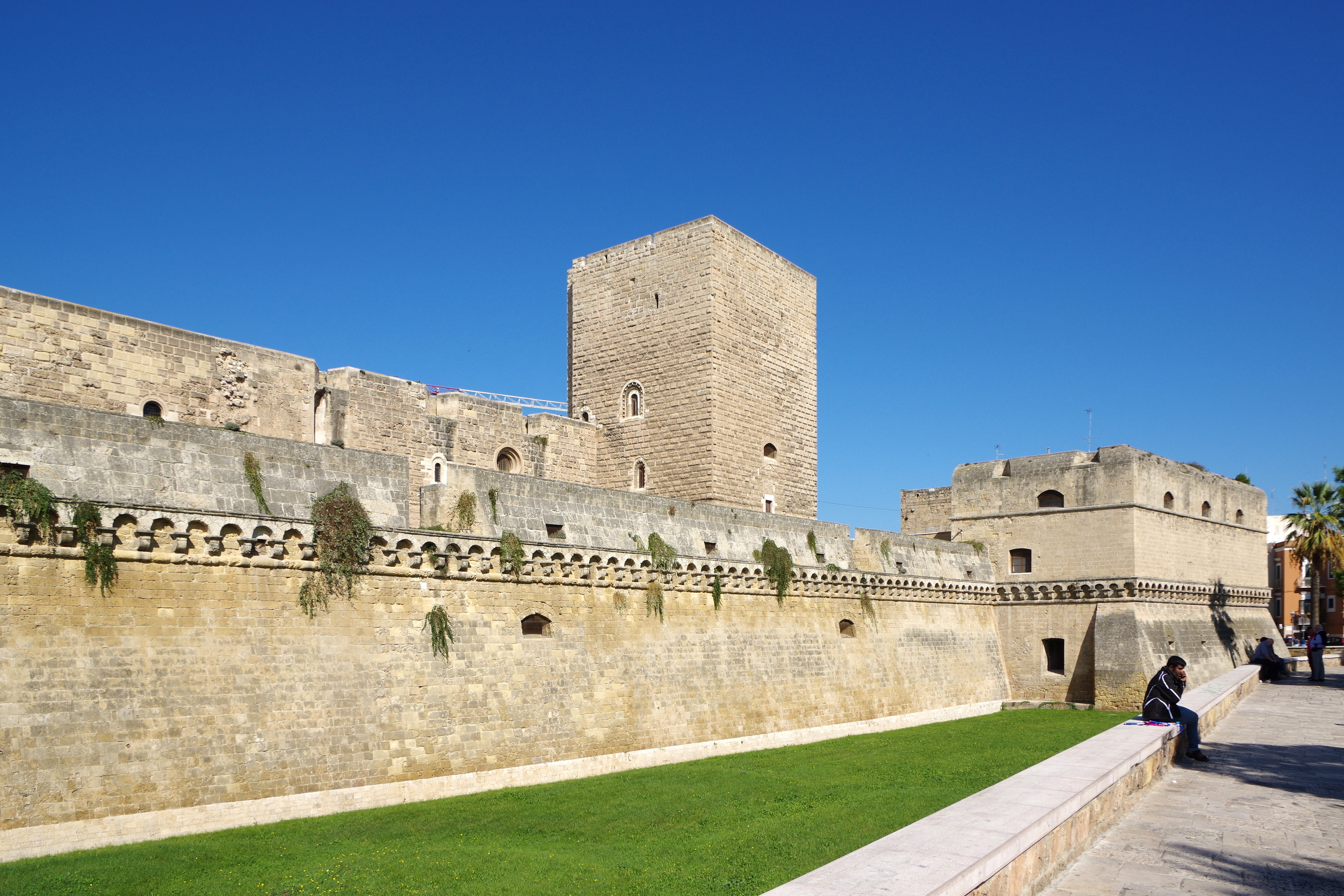
Castelo em Bari, residência de sua família

Quando a Casa de Sforza foi restaurada ao Ducado de Milão em 1512, Isabel esperava casar Bona com o duque Maximiliano Sforza, proporcionando assim mais legitimidade ao reinado de Maximiliano. Houve outras propostas também: o rei espanhol Fernando II de Aragão propôs Giuliano de' Medici, irmão do Papa Leão X. Isabel contrapropôs o neto de 10 anos de Fernando, Fernando da Áustria. O Papa Leão X propôs Filipe de Saboia, Duque de Nemours, que herdaria o Ducado de Saboia se seu irmão Carlos III abdicasse. O plano inicial e mais provável de se casar com Maximiliano Sforza falhou depois que ele foi deposto, após a vitória francesa na Batalha de Marignano em 1515. Então, o Papa Leão X propôs seu sobrinho Lorenzo de' Medici, Duque de Urbino, pois esperava instalar Lorenzo como duque de Milão usando as reivindicações de herança de Bona. No entanto, o domínio francês sobre o Milão era demasiado forte e o plano falhou.
Depois que o rei polonês Sigismundo I, o Velho ficou viúvo em outubro de 1515, Maximiliano I do Sacro Império Romano-Germânico não queria que ele se casasse com outro oponente dos Habsburgos como sua falecida esposa, Barbara Zápolya. Portanto, o imperador agiu rapidamente e selecionou três candidatas adequadas para Sigismundo: sua neta Leonor da Áustria, a rainha viúva Joana de Castela e Bona Sforza. Embora Joana, de 36 anos, tenha sido eliminada por causa de sua idade e Carlos irmão de Leonor tenha escolhido o rei Manuel I de Portugalpara seu marido, os nobres poloneses sugeriram Anna Radziwiłł, a viúva de Conrado III da Masóvia. Isabel enviou o antigo professor de Bona, Crisóstomo Colonna, e o diplomata Sigismund von Herberstein para Vilnius a fim de convencer Sigismundo a selecioná-la. Eles tiveram sucesso e o tratado de casamento foi assinado em setembro de 1517 em Viena. O dote de Bona era muito grande: 100.000 ducados, itens pessoais no valor de 50.000 ducados e o Ducado de Bari. Em troca, Sigismundo concedeu à sua futura esposa as cidades de Nowy Korczyn, Wiślica, Żarnów, Radomsko, Jedlnia, Kozienice,  Chęciny e Inowrocław.
Jan Konarski, Arcebispo de Cracóvia, viajou para Bari e trouxe Bona para a Polônia. O casamento por procuração ocorreu em 6 de dezembro de 1517, em Nápoles. Bona usava um vestido de cetim veneziano azul claro que teria custado 7 000 ducados. A viagem à Polónia durou mais de três meses. Bona e Sigismundo se encontraram pela primeira vez em 15 de abril de 1518, nos arredores de Cracóvia.

## Rainha da Polônia e Grã-Duquesa da Lituânia

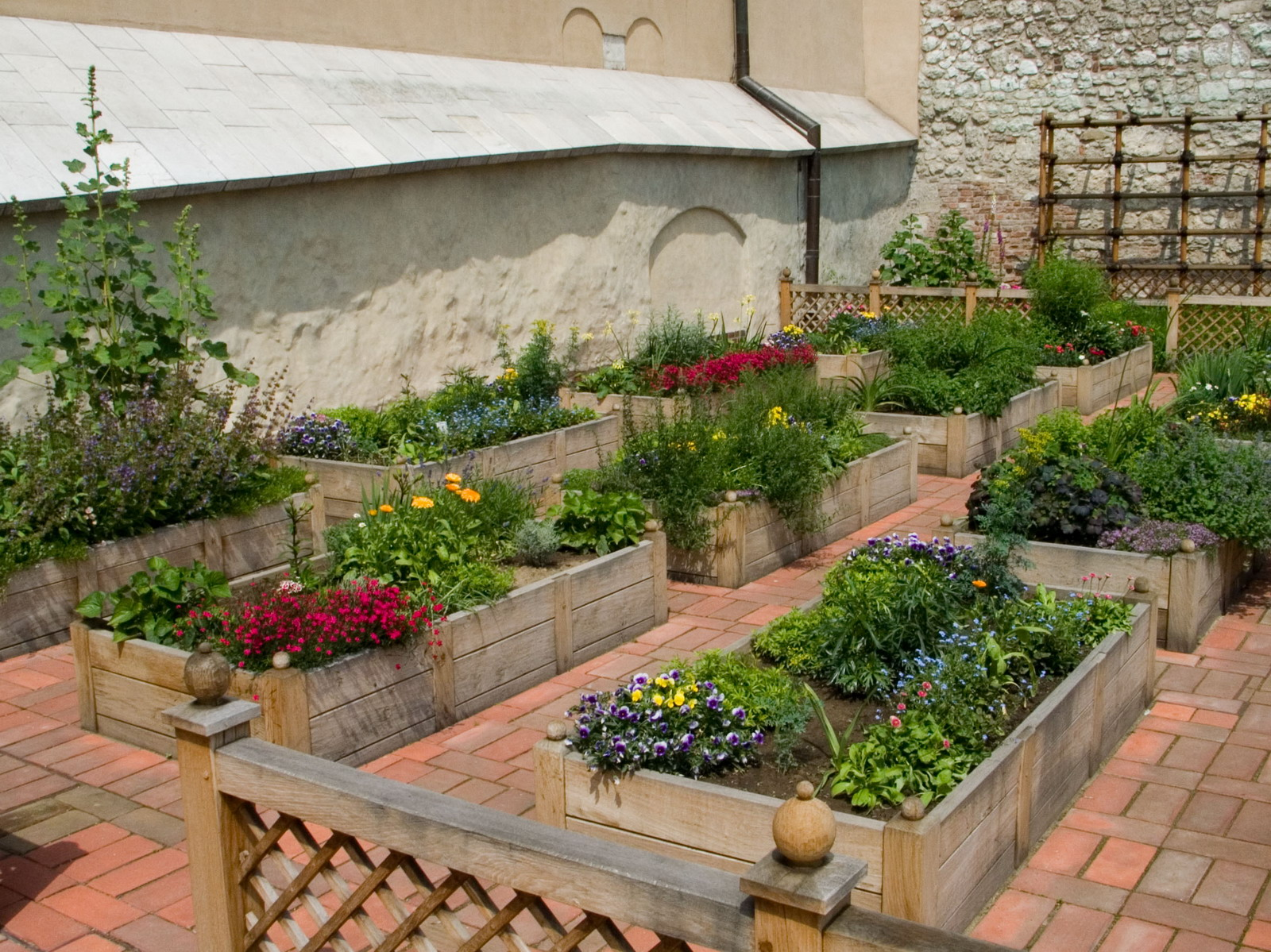
Jardins da Rainha Bona no Castelo de Wawel

O casamento e a coroação ocorreram em 18 de abril de 1518, mas as celebrações continuaram por uma semana. Quase desde o início da sua vida na Polónia, a enérgica rainha tentou conquistar uma posição política forte e começou a formar um círculo de apoiantes. Em 23 de janeiro de 1519, o Papa Leão X, com quem Bona mantinha uma relação amigável desde seus tempos italianos, concedeu-lhe o privilégio de conceder oito benefícios em cinco catedrais polonesas: Cracóvia, Gniezno, Poznań, Włocławek e Frombork.
Em maio de 1519, o privilégio foi ampliado para quinze benefícios. Esse foi um privilégio muito importante que lhe permitiu garantir o apoio de vários funcionários. Três de seus apoiadores mais confiáveis, Piotr Kmita Sobieński, Andrzej Krzycki e Piotr Gamrat, às vezes eram conhecidos como o Triunvirato. Ela se envolveu abertamente em vários assuntos de estado, o que não estava de acordo com o ideal tradicional de uma esposa real, ou seja, usar manipulação discreta no governo. Embora o casal real discordasse em muitas questões nacionais e estrangeiras, o casamento foi uma parceria de apoio e sucesso.

### Política interna

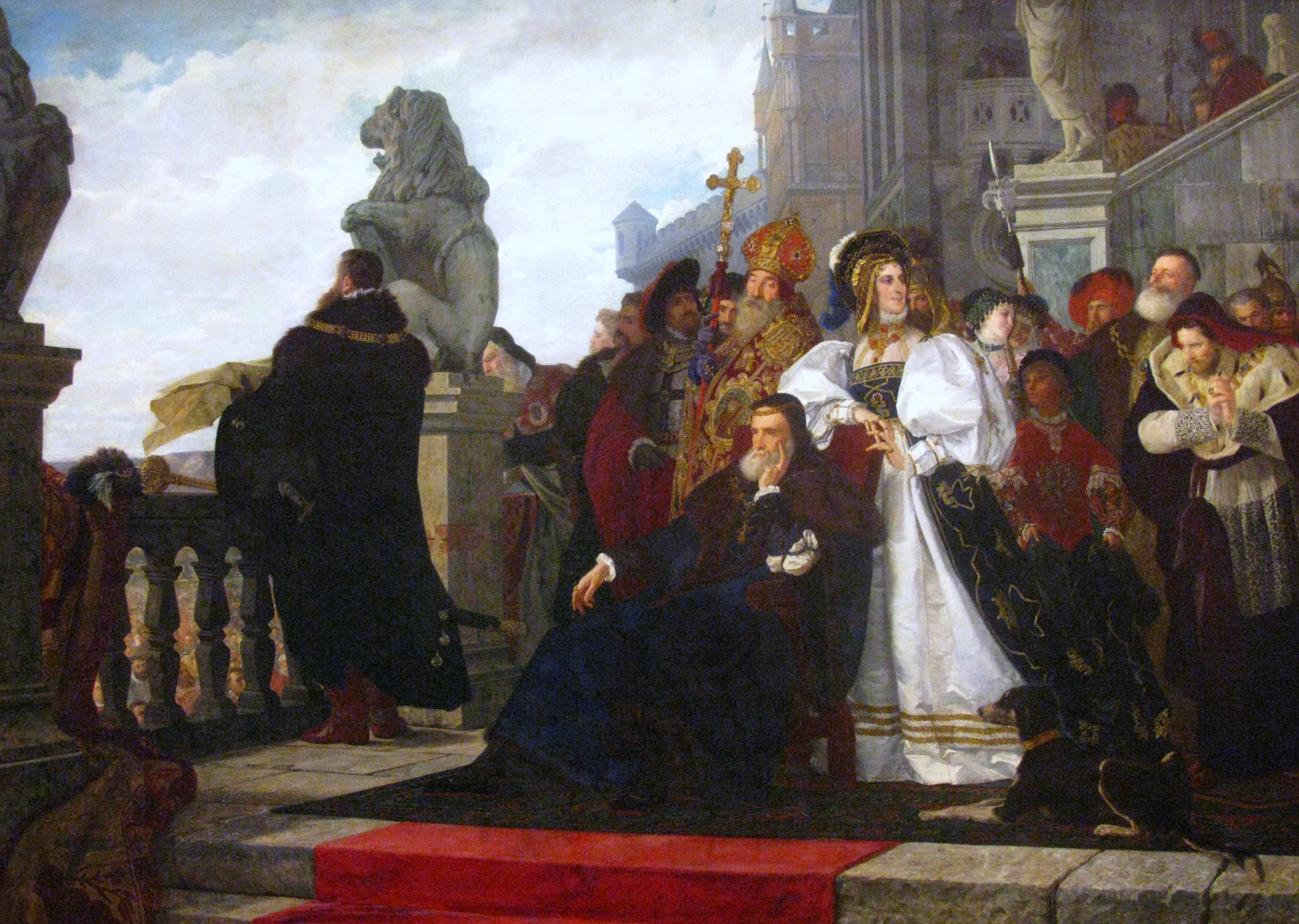
Guerra das Galinhas em 1537 por Henryk Rodakowski. Sigismundo sentado é acompanhado por sua esposa Bona Sforza e pela corte real enquanto é cercado por uma multidão enfurecida no Castelo Alto de Lviv.

Acreditando que uma das coisas mais importantes necessárias para fortalecer a autoridade real era uma receita apropriada, Bona procurou reunir o máximo possível de riqueza dinástica, o que daria ao seu marido independência financeira para defender o reino de ameaças externas sem o lento apoio do Parlamento. apoiar. A família real ganhou inúmeras propriedades na Lituânia e finalmente assumiu o Grão-Ducado em 1536-1546. Ela ajudou a reformar a tributação da agricultura, incluindo deveres uniformes para os camponeses e medições de área (Reforma Volok). Essas ações geraram enormes lucros.
Querendo garantir a continuidade da dinastia Jaguelônica no trono polonês, o casal real decidiu fazer com que os nobres e magnatas reconhecessem seu único filho, o menor Sigismundo Augusto, como herdeiro do trono. Primeiro, os nobres lituanos deram-lhe o trono ducal (c. 1527–1528). Em 1529, ele foi então coroado Sigismundo II Augusto. Isso trouxe uma enorme oposição dos senhores polacos, o que levou à aprovação do projeto de lei de que a próxima coroação ocorreria após a morte de Sigismundo Augusto e apenas com o consentimento de todos os nobres irmãos.
Em 1539, Bona presidiu relutantemente a queima por heresia de Katarzyna Weiglowa, de 80 anos. No entanto, esse evento inaugurou uma era de tolerância. O confessor da Rainha, Francesco Lismanini, ajudou no estabelecimento de uma Academia Calvinista em Pińczów.

### Política externa

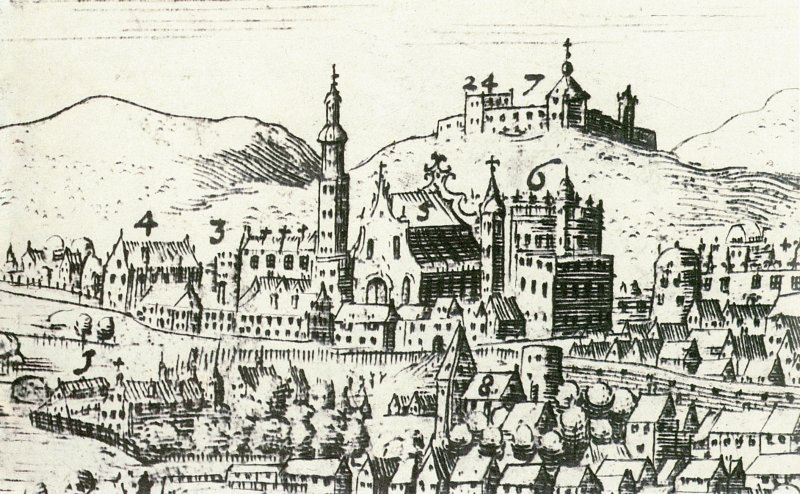
O Palácio dos Grão-Duques (marcado como número 6) no Castelo Inferior de Vilnius, no final do século XVI

Bona foi fundamental no estabelecimento de alianças para a Polônia, mas havia rumores de que ela era uma conspiradora notória devido ao seu gênero e herança italiana. Além de seu bom relacionamento com o Vaticano, ela procurou manter boas relações com o Império Otomano e teve contatos com Hürrem Sultan, consorte chefe de Solimão, o Magnífico. Acredita-se que o bom relacionamento entre as rainhas salvou a Polônia do ataque do Exército Otomano durante as Guerras Italianas.
Preocupado com os laços crescentes entre os Habsburgos e a Rússia em 1524, Sigismundo assinou uma aliança franco-polonesa com o rei Francisco I da França para evitar uma possível guerra em duas frentes. Bona foi fundamental no estabelecimento de uma aliança entre a Polônia e a França com o objetivo de recuperar Milão. As negociações chegaram ao fim e a aliança foi dissolvida depois que as tropas de Francisco foram derrotadas por Carlos V na Batalha de Pavia em 1525.
Apesar de sua relação sanguínea, Bona às vezes era um oponente feroz dos Habsburgos. Ela defendeu a anexação da Silésia à coroa polonesa em troca de seus principados hereditários de Bari e Rossano, mas Sigismundo, o Velho, não apoiou totalmente essa ideia. Querendo garantir sua filha mais velha no Reino da Hungria, Bona apoiou com sucesso seu genro João Zápolya como sucessor contra Fernando de Habsburgo depois que Luís II da Hungria foi morto em Mohács, em 1526.

### Mecenato artístico
Juntamente com o profundo interesse de seu marido no renascimento da antiguidade clássica, Bona foi fundamental no desenvolvimento da Renascença Polonesa. Ela trouxe renomados artistas, arquitetos e escultores italianos de seu país natal. O seu envolvimento artístico mais conhecido foi a expansão do Palácio dos Grão-Duques da Lituânia em Vilnius e a construção de Castelo de Ujazdów, que incluía um grande parque e um zoológico. Os planos foram elaborados por Bartolomeo Berrecci da Pontassieve, que desenhou vários outros projetos na Polônia.

## Rainha Mãe
Em 1º de abril de 1548, Sigismundo I, o Velho, morreu e foi sucedido por Sigismundo Augusto. A mãe e o filho entraram em conflito por causa do casamento dele com Bárbara Radziwiłł, uma ex-amante que sofreu oposição veemente da nobreza, mas ela acabou aceitando a decisão do filho. Mesmo assim, o relacionamento deles tornou-se difícil e, após a morte do marido, Bona mudou-se com as filhas solteiras para a Mazóvia e lá permaneceu por oito anos antes de voltar para Bari.

### Empréstimos napolitanos e morte

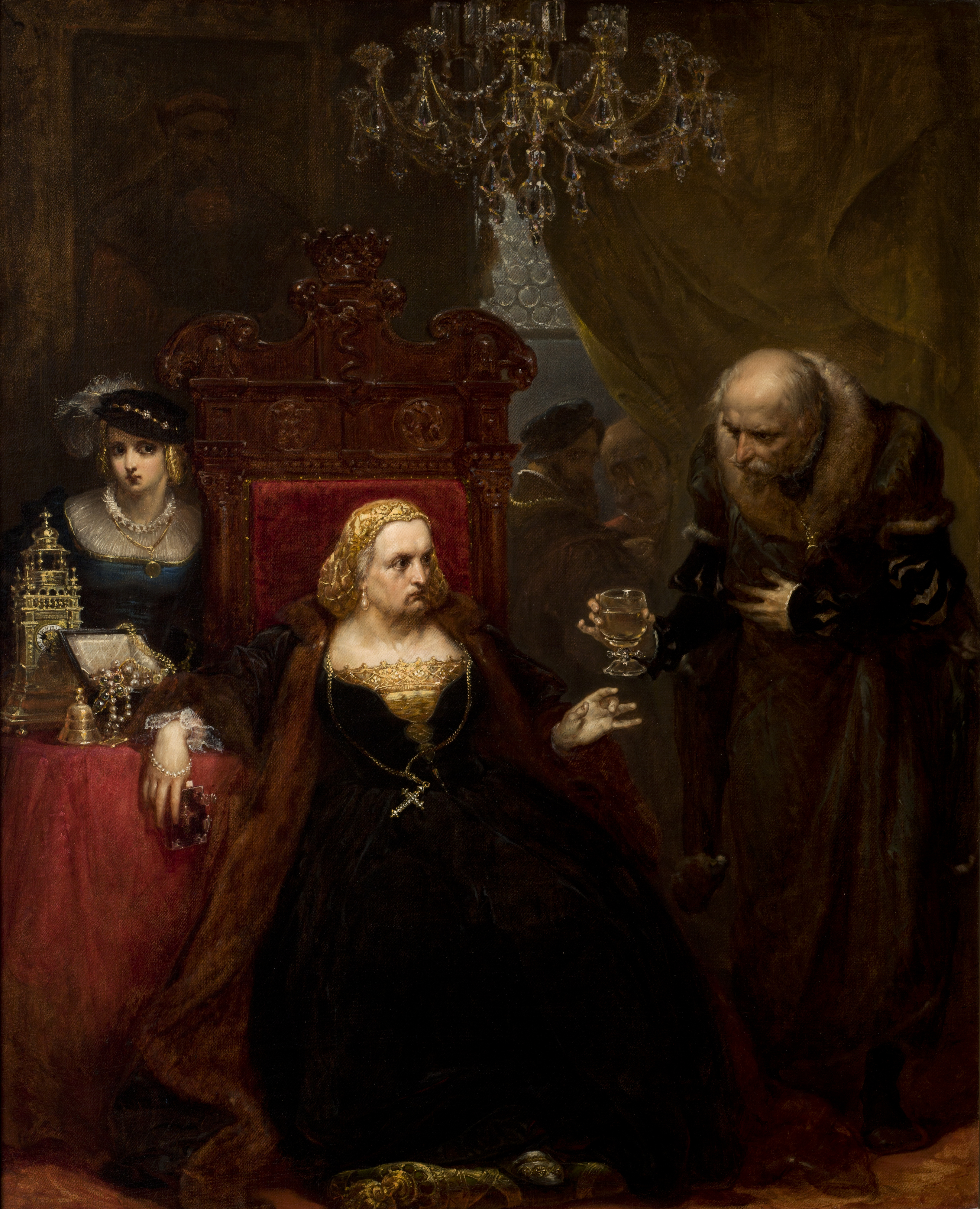
Envenenamento da Rainha Bona, pintado por Jan Matejko

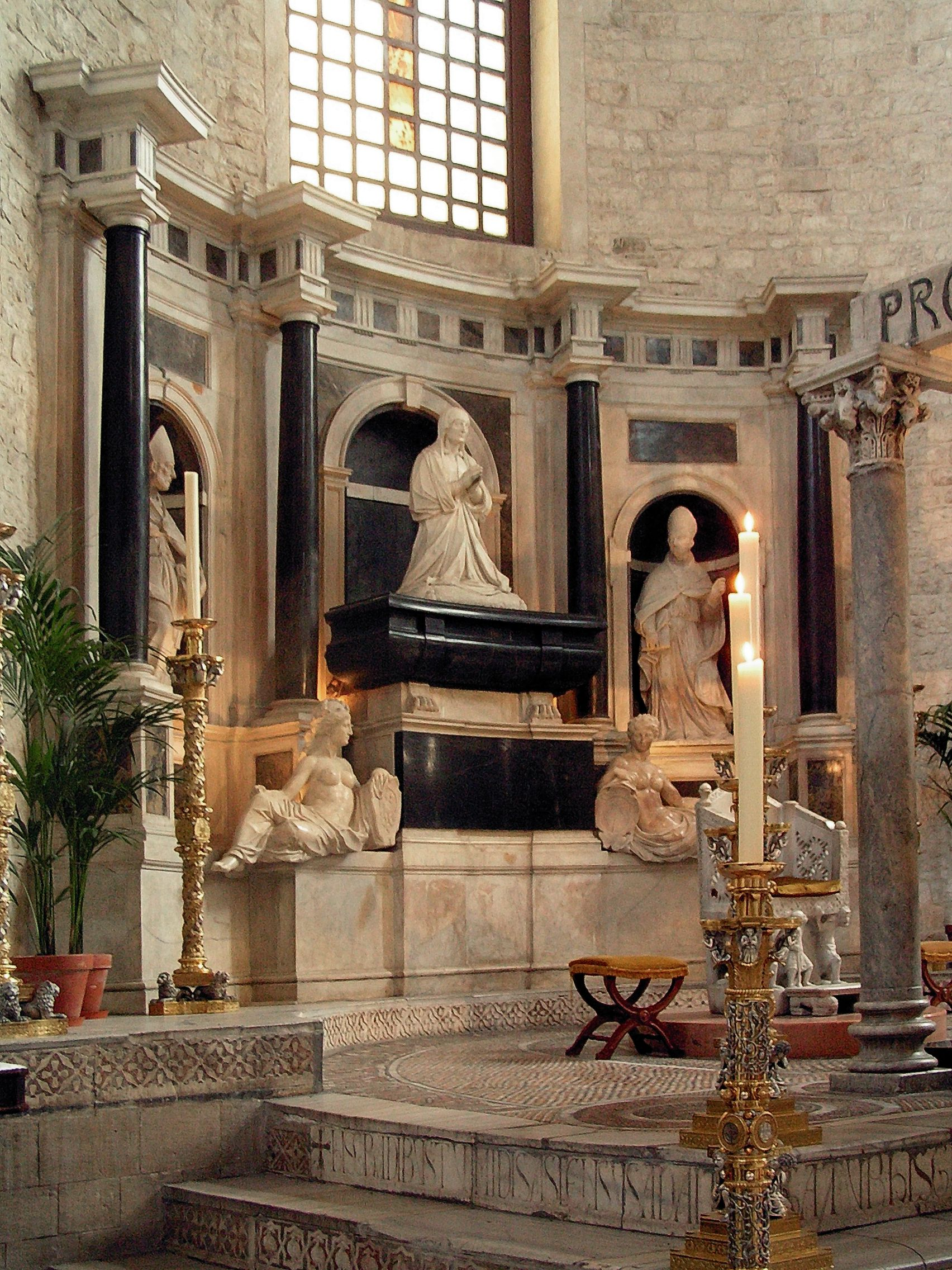
Monumento funerário de Bona Sforza na Basílica de São Nicolau, em Bari

Em fevereiro de 1556, Bona deixou a Polônia e foi para sua Itália natal com tesouros que acumulou ao longo de 38 anos. Em maio ela chegou a Bari e tomou posse do ducado de sua mãe. Logo foi visitada por enviados do rei Filipe II de Espanha, que tentaram convencê-la a desistir dos ducados de Bari e Rossano em favor da Espanha dos Habsburgos. No entanto, Fernando Álvarez de Toledo, 3º Duque de Alba, o vice-rei de Nápoles, temia um ataque francês e arrecadou dinheiro para as tropas. Talvez tendo ambições de se tornar vice-rei de Nápoles, Bona concordou em emprestar ao duque de Alba uma enorme soma de 430.000 ducados com juros anuais de 10%. O empréstimo foi garantido pelos direitos aduaneiros cobrados em Foggia e os acordos foram assinados em 23 de setembro e 5 de dezembro de 1556.
No entanto, os Habsburgos estavam determinados a obter Bari e não pretendiam reembolsar o empréstimo. Em 8 de novembro, Bona adoeceu com dores de estômago. No dia 17 de novembro, quando ela perdia a consciência, seu cortesão de confiança, Gian Lorenzo Pappacoda, trouxe-lhe o notário Marco Vincenzo de Baldis, que escreveu seu último testamento. Deixou Bari, Rossano, Ostuni e Grottaglie para Filipe II da Espanha e grandes somas para a família de Pappacoda. Suas filhas receberiam um pagamento único de 50.000 ducados, exceto Isabella Jagiellon, que receberia 10.000 ducados anualmente. Seu único filho, o rei Sigismundo II Augusto, foi apontado como o principal beneficiário, mas no final herdaria apenas dinheiro, joias e outros bens pessoais. No dia seguinte, porém, Bona sentiu-se melhor e ditou um novo testamento a Cipião Catapani, que deixou Bari e outras propriedades para Sigismundo Augusto.
Bona morreu na madrugada de 19 de novembro de 1557, aos 63 anos. Suspeita-se que ela tenha sido envenenada por membros de confiança da família. Ela foi enterrada na Basílica de São Nicolau em Bari, onde sua filha, Anna, mandou erguer para ela um túmulo em estilo renascentista.

## Aparência física
Bona foi considerada desde a juventude uma mulher muito feia, tanto que a proposta (avançada por Nápoles) de casamento entre ela e o jovem de quatorze anos Frederico Gonzaga não foi mesmo levado em consideração por sua mãe Isabella d'Este, nem pelo arquidiácono Alessandro di Gabbioneta, que considerou um pecado sacrificar a beleza florescente do jovem Federico a uma mulher "madura e feia" como Bona. Esta, por sua vez, tentou deixar seu rosto mais gracioso por meio de joias e tecidos, mas com pouco sucesso, pois “pouco ou nada a enfeitou”.

## Casos amorosos
Durante a juventude em Bari, Bona Sforza tomou como amante o jovem Ettore Pignatelli. Ele era o filho mais velho de Alessandro Pignatelli, que, por sua vez, era amante de sua mãe Isabella de Aragão, Duquesa de Milão. No entanto, Ettore morreu em circunstâncias misteriosas. Acredita-se que ele foi envenenado por Bona depois de se recusar a segui-la até a Polônia, onde ela pretendia se casar com Sigismundo. Viúva do marido em 1548, Bona envolveu-se num caso romântico com Giovanni Lorenzo Pappacoda.

## Descendência
Embora ela não tenha viajado com o marido e tenha passado três anos sozinha no Castelo Real de Wawel, Bona engravidou sete vezes durante os primeiros nove anos de seu casamento. Seus filhos incluíam:
- Isabella Jagiellon (18 de janeiro de 1519 - 15 de setembro de 1559): Casada com João Zápolya, Rei da Hungria.
- Sigismundo II Augusto (1 de agosto de 1520 - 7 de julho de 1572): Sucedeu a seu pai como Rei da Polônia e Grão-Duque da Lituânia.
- Sophia Jagiellon (13 de julho de 1522 - 28 de maio de 1575): Casada com Henrique V, Duque de Brunswick-Lüneburg.
- Anna Jagiellon (18 de outubro de 1523 - 9 de setembro de 1596): Eventualmente sucedeu a seu irmão como Rainha da Polônia e Grã-Duquesa da Lituânia por direito próprio.
- Catherine Jagiellon (1 de novembro de 1526 - 16 de setembro de 1583): Casada com João III da Suécia.
- Albert (nascido e falecido em 20 de setembro de 1527): Morreu ao nascer, depois que sua mãe deu à luz prematuramente.[10]